# 葵こはる
葵 こはる（あおい こはる、1992年8月30日 - ）は、日本の元AV女優。北海道出身。

## 略歴・人物
2012年にAVデビュー。

## 作品
| 2012年                        | 2012年   | 2012年   | 2012年       | 2012年 | 2012年 |
| タイトル                      | 発売日   | 品番     | メーカー     | 備考   |        |
| ----------------------------- | -------- | -------- | ------------ | ------ | ------ |
| 今からここで… 葵こはる        | 12月11日 | NOW-004  | プレステージ |        |        |
| ダイヤモンドジュエリー こはる | 12月25日 | UNDE-001 | unfinished   |        |        |

| 2013年 | 2013年   | 2013年                           | 2013年            | 2013年 |
| タイトル | 発売日   | メーカー                         | 備考              |        |
| --- | -------- | -------------------------------- | ----------------- | ------ |
| CA×ストレス＝大乱交 | 1月1日   | プレステージ                     |                   |        |
| 目を奪われる瞬間3 | 1月1日   | プレステージ                     |                   |        |
| 「大人のオンナにして下さい。」葵こはる | 1月11日  | プレステージ                     |                   |        |
| 連れコンお泊り大作戦!! vol.7 同じバイト仲良し3人 | 1月11日  | プレステージ                     |                   |        |
| 素人隙まん娘 vol.5 | 2月1日   | プレステージ                     |                   |        |
| 「ねぇ?あたしと一緒にチャットでいっぱ～いHなことしよ◆」 制服美少女!ピチャピチャ潮吹きLIVEチャットオナニー4時間DX vol.01                                          | 2月1日   | グレイズ                         |                   |        |
| IQ178 驚異の頭脳 インテリ美少女 葵こはる 19歳 | 2月8日   | First Star                       |                   |        |
| 透き通るような制服美少女のSEX こはる 葵こはる | 2月13日  | オーロラプロジェクト・アネックス |                   |        |
| えりか | 2月13日  | 無垢                             |                   |        |
| ロリ専科 キミだけに語りかけ!ロリっ娘20人！オマ●コぴちゃぴちゃ指入れ自画撮りオナニー4時間DX vol.04 特典3D映像付き                                                 | 2月15日  | グレイズ                         |                   |        |
| 聖☆パンチラ学園 VOL.01 | 3月1日   | 虎堂                             |                   |        |
| 俺の可愛い妹がこんないやらしい顔でパンチラ挑発してきて、じゅぼじゅぼ指オナニーまでするハズがない!!4                                                              | 3月10日  | unfinished                       |                   |        |
| 女子大生、強姦事件簿 2 | 3月12日  | MAD                              |                   |        |
| 性奴隷契約・騙されて堕とされて… 葵こはる | 3月13日  | オーロラプロジェクト・アネックス |                   |        |
| えりか2 無垢ナ女子校生限定ソープランド | 3月13日  | 無垢                             |                   |        |
| パンストフェティッシュ倶楽部 VOL.1 卑猥に蠢く蒸れたパンストつま先                                                                                                | 3月15日  | OFFICE K'S                       |                   |        |
| 美尻ディルドオナニー Vol.5 | 3月15日  | OFFICE K'S                       |                   |        |
| 褒め殺しフェラチオ | 3月15日  | OFFICE K'S                       |                   |        |
| 白衣の天使と性交 葵こはる | 3月22日  | ドリームチケット                 |                   |        |
| 無差別凌辱物語。～突然現れた暴魔に性蹂躙されるわたし～ 葵こはる 純真女子校生                                                                                     | 3月25日  | オーロラプロジェクト・アネックス |                   |        |
| VIP限定！超ロリっ子在籍中出し高級浴場!No.01 ～Unfeソープへようこそ～                                                                                             | 4月10日  | unfinished                       |                   |        |
| ショートカットの美少女JK優等生 葵こはる | 4月12日  | アップス                         |                   |        |
| 白百合のような美少女と、危険な義父との数奇な共同生活。 葵こはる                                                                                                  | 4月18日  | グローリークエスト               |                   |        |
| 天使の3Pヘヴン 朝比奈みくる&葵こはる | 4月25日  | オーロラプロジェクト・アネックス |                   |        |
| ケモノたちの餌食 散らされた少女たち 朝比奈みくる 葵こはる | 4月25日  | オーロラプロジェクト・アネックス |                   |        |
| 俺の飼ってるペットが発情し過ぎて、自慰行為（オナニー）から繁殖行為（セックス）まで求めてきて、毎日のようにヤリまくっている!!4                                    | 5月10日  | unfinished                       |                   |        |
| 白と黒のあいだ 葵こはる | 5月15日  | テンパラメンタル                 |                   |        |
| 幼●時代 葵こはる | 5月17日  | ワープエンタテインメント         |                   |        |
| 性への嫌悪とその反動 | 5月24日  | バルタン                         |                   |        |
| 高まると、息がかかるほど近くて目を見つめてくる制服少女 葵こはる                                                                                                  | 6月6日   | アイエナジー                     |                   |        |
| 濡れちゃう接吻 葵こはる | 6月7日   | ワープエンタテインメント         |                   |        |
| 葵こはるの頭の中はエロで出来ている 葵こはる | 6月15日  | テンパラメンタル                 |                   |        |
| イキ声禁止!公共空間で一般男性のキ○タマ空っぽになるまで10発射イカセ!即ヌキ痴漢! 葵こはる                                                                          | 6月20日  | SODクリエイト                    |                   |        |
| 照れるほど見つめられるフェラチオ2 | 6月21日  | ドリームチケット                 |                   |        |
| スク水女子校生のニーハイ脚コキ | 6月21日  | SEX Agent                        |                   |        |
| 体育会系部活少女 新体操部 こはる | 6月24日  | ラマ                             |                   |        |
| ショートカット美少女の接吻、フェラチオ、腰振りSEX 葵こはる | 6月28日  | EROTICA                          |                   |        |
| ネットアイドル益塚みなみが葵こはるに名を変え7ヶ月 ザーメン好きが高じ遂に初めての大量ぶっかけ解禁26連発!! 葵こはる                                                | 6月28日  | First Star                       |                   |        |
| 歌って踊れてしゃぶれてハメれるお料理アイドル 濃厚ザーメンでメイクアップ!わくわくSEXフェスティバル 葵こはる                                                       | 7月6日   | ディープス                       |                   |        |
| 見かけによらない文化系少女のむっつりエッチ 葵こはる | 7月13日  | マルクス兄弟                     |                   |        |
| メガネの似合う女の子は奉仕好きが多い 葵こはる | 7月19日  | プレステージ                     |                   |        |
| JKチアガール | 7月19日  | クリスタル映像                   | Blu-ray版同時発売 |        |
| 着衣尻が好き タイトスカートの尻にこすりつけたい | 7月19日  | OFFICE K'S                       |                   |        |
| JKおまんこドUPオナニー4 | 7月19日  | OFFICE K'S                       |                   |        |
| 両手で手コキ | 7月19日  | SEX Agent                        |                   |        |
| 余韻フェラチオ2 | 7月19日  | SEX Agent                        |                   |        |
| 美少女ハメ撮り調教 葵こはる | 8月1日   | グローリークエスト               |                   |        |
| ロリ専科 美少女愛好家の生ハメ中出し輪姦調教 美少女愛玩具 こはる1○才 149センチ 葵こはる                                                                           | 8月2日   | グレイズ                         |                   |        |
| 葵こはるのギャルでしようよ◆ | 8月2日   | クリスタル映像                   |                   |        |
| 窒息イラマチオ | 8月2日   | OFFICE K'S                       |                   |        |
| 女子校生ぬる×2おま●こオナニー VOL.14 | 8月2日   | 虎堂                             |                   |        |
| レズWキャスト3 湊莉久 葵こはる（えりか） | 8月8日   | ディープス                       |                   |        |
| 俺の許可なく、絶対イクなッ!!!!! 2 早漏オンナをナマ殺す焦らし地獄のイキガマン                                                                                     | 8月9日   | ワープエンタテインメント         |                   |        |
| ブルマー少女をねぶり尽くす 葵こはる | 8月13日  | ラコマス/妄想族                  |                   |        |
| S-Cute Girls 葵こはる 桜井あゆ 朝比奈みくる | 8月13日  | S‐Cute                           |                   |        |
| えりか3 輪姦・快感・敏感…連続中出しされる少女 | 8月13日  | 無垢                             |                   |        |
| JK文化祭模擬店・ちら見せオナサポ喫茶Ⅵ | 8月25日  | アロマ企画                       |                   |        |
| 無理!耐え切れずにお漏らししちゃいました。 | 8月25日  | マルクス兄弟                     |                   |        |
| 女子校生限定本物中出しOKソープランド 葵こはる | 8月25日  | 本中                             |                   |        |
| 挑発JK逆さ撮りパンチラ 4 | 8月26日  | ラマ                             |                   |        |
| W美少女密着 逆3Pソープランド2 篠宮ゆり 葵こはる | 9月1日   | ムーディーズ                     |                   |        |
| 愛らしい女子校生といやらしいセックス 未成年と肉体関係 葵こはる                                                                                                   | 9月1日   | 無言/妄想族                      |                   |        |
| 僕の家庭教師はいつもミニスカばかりで目のやり場に困る | 9月3日   | プレステージ                     |                   |        |
| 触手アクメ14 | 9月5日   | SODクリエイト                    |                   |        |
| ロリ専科 ロリ風俗店中出しさせてくれる美少女たち | 9月6日   | グレイズ                         |                   |        |
| 女子校生完全支配 葵こはる | 9月7日   | アタッカーズ                     |                   |        |
| ヒロイン凌辱 Vol.64 超装戦隊マーシャルフォース | 9月13日  | GIGA                             |                   |        |
| 寝取り夜這い 2 | 9月19日  | グローリークエスト               |                   |        |
| 童貞限定!人気AV女優アポ無し自宅訪問バスツアー!!いきなり押し掛け!無理矢理ファン感謝祭!                                                                            | 9月19日  | ATOM                             |                   |        |
| まったり無限Wフェラ 催淫ハーブ屋の美人店員に勧められて焚いて吸って気付いたら●玉スッカラカンになっていた…                                                         | 9月19日  | ディープス                       |                   |        |
| アニコス★H 葵こはる | 9月20日  | クリスタル映像                   |                   |        |
| ミニスカが捲れ上がってパンティー丸出しのお姉さんのせいでチンポがギンギンに勃起しちゃったらヤラれた                                                               | 9月20日  | OFFICE K'S                       |                   |        |
| 美少女神萌え騎乗位 | 9月20日  | SEX Agent                        |                   |        |
| ボクの彼女が親友に寝取られました…こはる | 9月30日  | JUMP                             |                   |        |
| 内気で断れない性格の女子校生の秘めたマゾ性癖を、野外調教で暴く こはる（1▲歳）                                                                                    | 10月4日  | 映天                             |                   |        |
| おしゃぶり撮影会 女子校生編 | 10月13日 | ハヤブサ                         |                   |        |
| 葵こはるの「真性中出し」風俗店 | 10月13日 | HERO                             |                   |        |
| 中出し専用肉便器 葵こはる | 10月13日 | ムーディーズ                     |                   |        |
| 微乳 真性中出し 葵こはる | 10月18日 | ワープエンタテインメント         |                   |        |
| 黒ストを穿いた女子校生、淫らに尻コキ | 10月18日 | SEX Agent                        |                   |        |
| 我慢できない!ズボズボ指オナニーでイク女たち | 10月25日 | マルクス兄弟                     |                   |        |
| kawaii*×E-BODY×kira☆kira×Madonna×ATTACKERS 5メーカーコラボ作品第3弾!秘湯 淫華温泉 媚薬に溺れる女学生                                                             | 10月25日 | kawaii                           |                   |        |
| 危険日狙って本物中出し 強制子作り性活 葵こはる | 10月25日 | 本中                             |                   |        |
| 地元の学校に入れず親元を離れ学校のすぐ側で1人暮らしするパシリな僕は、クラスメイトや先輩に都合よく部屋を溜まり場に使われるけど…時にはイイ思いもさせてもらえるッ!! | 11月1日  | プレステージ                     |                   |        |
| 人妻おまんこ指オナニー 締まった濡れマ○コがヌチャヌチャして刺激するとイキ出す人妻 5                                                                               | 11月1日  | 映天                             |                   |        |
| 葵こはる お貸しします。 | 11月8日  | クリスタル映像                   |                   |        |
| ロリ専科 売られる美少女こはる 1●歳 149センチ | 11月15日 | グレイズ                         |                   |        |
| 再婚した妻の連れ子は男だと思ったら、ショートカットの美少女だった? 突然の甘酸っぱい娘の体に義父のチ○ポはフル勃起 葵こはる                                         | 11月21日 | ヒビノ                           |                   |        |
| 美少女即ハメ白書 18 | 11月22日 | プレステージ                     |                   |        |
| 痴漢バス ラブアイブ! | 11月22日 | TMA                              | Blu-ray版同時発売 |        |
| 葵こはる ベスト6時間 | 11月22日 | First Star                       | 単体ベスト作品    |        |
| 6名の働く美熟女 汗ばんだマン臭が興奮を掻き立てる | 11月25日 | Mellow Moon                      |                   |        |
| 国民的アイドルM-girls 誘惑大乱交 4時間SPECIAL～今どきアイドル達が業界タブーの枕営業～                                                                            | 12月1日  | ムーディーズ                     | Blu-ray版同時発売 |        |
| 純情レズビアン ガールズラブストーリー 篠宮ゆり 葵こはる | 12月1日  | ムーディーズ                     |                   |        |
| 新妻4人と毎日子作り | 12月1日  | ズッコン/バッコン                |                   |        |
| 普段は真面目に部活に励んでいる女子校生たちのはじめてのネ申待ち                                                                                                   | 12月3日  | プレステージ                     |                   |        |
| ロリ専科 美少女をいいなりにして生ハメⅡ真性中出し!!4時間!! | 12月6日  | グレイズ                         |                   |        |
| 月刊 パンティストッキングマニア Vol.22 パンスト美脚責めザーメン絞り                                                                                              | 12月6日  | OFFICE K'S                       |                   |        |
| パンチラ淫語挑発オナニー | 12月6日  | OFFICE K'S                       |                   |        |
| 美熟女にレズレイプで堕とされた若妻 | 12月13日 | 溜池ゴロー                       |                   |        |
| 足ツボマッサージで性欲のツボを刺激してパンツが濡れるほど興奮しちゃった女性客をハメて膣内射精する!                                                                | 12月20日 | OFFICE K'S                       |                   |        |
| 本中3周年!!美少女中出し島 | 12月25日 | 本中                             | Blu-ray版同時発売 |        |
| ゴローのひとりコスプレ例大祭 葵こはる | 12月27日 | TMA                              |                   |        |

| 2014年 | 2014年  | 2014年                         | 2014年                            | 2014年 |
| タイトル | 発売日  | メーカー                       | 備考                              |        |
| --- | ------- | ------------------------------ | --------------------------------- | ------ |
| こはると子作り新婚生活 葵こはる | 1月1日  | ワンズファクトリー             |                                   |        |
| ロリ専科 淫猥な美少女と性行為 葵こはる | 1月3日  | グレイズ                       |                                   |        |
| ノーパン・ハイスクール5 | 1月7日  | プレミアム                     |                                   |        |
| ベロキスと乳首の擦り愛レズビアン 佐々木恋海 葵こはる                                                                                         | 1月19日 | ドグマ                         |                                   |        |
| 娘の幼馴染が入浴中なのにうっかり扉を開けてしまった俺                                                                                         | 2月6日  | アキノリ                       |                                   |        |
| 境内で犯される中出し巫女レイプ | 2月7日  | TMA                            |                                   |        |
| 本当にイッてる指オナニー13 | 2月21日 | OFFICE K'S                     |                                   |        |
| 全国女子大生図鑑☆福井 こはるちゃん 葵こはる                                                                                                  | 2月25日 | ビッグモーカル                 |                                   |        |
| 制服女子校生 強制中出し修学旅行 葵こはる 葉月可恋                                                                                            | 2月25日 | 本中                           |                                   |        |
| 変態に支配された性奴隷 葵こはる | 2月28日 | ケイ・エム・プロデュース       |                                   |        |
| 有名コスプレイヤー月に一度の危険日中出しオフ会 こはる                                                                                        | 3月1日  | ワンズファクトリー             |                                   |        |
| この指でベロチュウしながらシゴイてあげる 2                                                                                                   | 3月7日  | ワープエンタテインメント       |                                   |        |
| ハイパー美少女 PREMIUM 8時間 | 3月7日  | クリスタル映像                 |                                   |        |
| M男専門エステ MBCにようこそ 2 | 3月7日  | OFFICE K'S                     |                                   |        |
| JKおまんこおっぴろげオナニー2 | 3月12日 | OFFICE K'S                     |                                   |        |
| JK花びらピンクサロン | 3月12日 | OFFICE K'S                     |                                   |        |
| 「無垢」特選 無垢ナ女子校生限定ソープランド 大好評記念感謝祭 二百四十分プラチナコース 五回戦                                                 | 3月13日 | 無垢                           |                                   |        |
| 淫らな制服JKたっぷり4時間 | 3月21日 | TMA                            |                                   |        |
| 至れり尽くせり究極のKMP学園祭スペシャル2!! 桜井あゆ 葵こはる 川上ゆう 藤嶋唯 仲村茉莉恵                                                      | 3月28日 | ケイ・エム・プロデュース       |                                   |        |
| 同級生に自宅を乗っ取られた女子校生 葵こはる                                                                                                  | 4月1日  | ワンズファクトリー             |                                   |        |
| べろちゅう少女のチンポ狩り 葵こはる | 4月1日  | Doスケベ/妄想族                |                                   |        |
| 制服女子校生と中出し乱交～春～ | 4月1日  | ズッコン／バッコン             |                                   |        |
| デカチン勃起ッキのセンズリ鑑賞!むっちり人妻6人にチンポを見せたら恥じらいながらもOKサインが出たので、タップリのザーメンぶち撒けてヤリました。 | 4月4日  | 映天                           |                                   |        |
| レズクンニリングス 3 | 4月4日  | OFFICE K'S                     |                                   |        |
| 近親相姦レズビアン ～女3人だけの家庭で育まれた愛情と性欲～                                                                                   | 4月4日  | 虎堂                           |                                   |        |
| 私、借金を返済するために中出し奴隷ソープ嬢になります… 2 葵こはる                                                                             | 4月10日 | サディスティックヴィレッジ     |                                   |        |
| 時間よ止まれ! パート21 | 4月10日 | V&Rプロダクツ                  |                                   |        |
| 純粋無垢な美少女の 完全未公開撮り卸フェラチオ 十四連発四時間 弐                                                                              | 4月13日 | 無垢                           |                                   |        |
| 葵こはる 8時間 SPECIAL COLLECTION | 4月18日 | クリスタル映像                 | Blu-ray版同時発売、単体ベスト作品 |        |
| 美少女xイイオンナと中出しエッチ*8時間 マ○コの中に出しちゃった!!僕のザーメンが子宮へと駆け上がる16連発スペシャル!!                            | 4月18日 | クリスタル映像                 |                                   |        |
| 小便姉妹 | 4月18日 | OFFICE K'S                     |                                   |        |
| JKぬるぬるオマンコディルドオナニー | 4月18日 | 虎堂                           |                                   |        |
| 微乳パラダイス 敏感ちっぱい 3人娘大乱交スペシャル                                                                                            | 4月19日 | ROOKIE                         |                                   |        |
| ラッキー☆スケベ ウソのような夢のエロハプニングの連続！僕に巻き起こる世界一ラッキーでスケベな一日                                             | 4月24日 | ATOM                           |                                   |        |
| AV撮影現場で待機中にエロイ事をしてるスタッフを盗撮 vol.6                                                                                     | 4月30日 | JUMP                           |                                   |        |
| 女子校生を泥酔させて乱痴気騒ぎ こはる | 4月30日 | JUMP                           |                                   |        |
| 先輩と私「Re:」 葵こはる 成宮ルリ | 5月1日  | U&K                            |                                   |        |
| 女子校生中出しソープ 葵こはる | 5月1日  | ワンズファクトリー             |                                   |        |
| 寝たふりする女2 | 5月1日  | 無言/妄想族                    |                                   |        |
| こんな4人と酒を飲みたい | 5月1日  | ズッコン／バッコン             |                                   |        |
| JKディルドオナニー6 | 5月2日  | OFFICE K'S                     |                                   |        |
| 名門お嬢様学園でイジメられ続けた新任教師 | 5月5日  | フリーダム                     |                                   |        |
| 競泳水着 顔面騎乗 | 5月5日  | フリーダム                     |                                   |        |
| 葵こはるのザ・筆おろし | 5月9日  | クリスタル映像                 |                                   |        |
| 二人の可愛い妹たちと仲良く寝ていた俺は、とりあえず左隣で寝ている妹とSEXした。                                                                | 5月9日  | TMA                            |                                   |        |
| 誰も居ない自分達だけの秘密基地で隠れた秘めごと レズ女子校生                                                                                  | 5月10日 | V&Rプロダクツ                  |                                   |        |
| 未発表撮り卸映像四十八分を含めた三百八十分えりかノスベテ… 6時間20分                                                                          | 5月13日 | 無垢                           | 単体ベスト作品                    |        |
| 桃色快楽兵器彼女 葵こはる | 5月19日 | MONSTER ENTERTAINMENT PICTURES |                                   |        |
| 葵こはる BEST SELECTION 4時間 | 5月23日 | TMA                            | Blu-ray版同時発売、単体ベスト作品 |        |
| 清楚でマジメな優等生!黒髪ロリ女子校生たちのエッチな猛反撃!                                                                                   | 5月23日 | ケイ・エム・プロデュース       |                                   |        |
| 掃除道具で強制射精させられた 2 ～優等生女子編～                                                                                              | 6月5日  | フリーダム                     |                                   |        |
| 日焼け跡が残る小○生と夏休み校内乱交 | 6月13日 | TMA                            |                                   |        |
| 「無垢」特選 四時間純粋 少女×ショートカット限定                                                                                              | 6月13日 | 無垢                           |                                   |        |
| 葵こはると同棲しませんか? | 6月20日 | クリスタル映像                 |                                   |        |
| JK逆ナンパめっちゃノリノリでイッちゃって～♪ 葵こはる 葉月可恋                                                                                | 6月25日 | kawaii                         |                                   |        |
| 妹にチ●コをじっくり観察されてシコらされた俺                                                                                                  | 7月5日  | フリーダム                     |                                   |        |

### イメージビデオ
- ストロベリージャム （2013年5月23日、INTEC Inc）桜井みな実名義
- Pure Nude ～18歳・挿入・美少女グラドル～（2013年7月26日、スパークビジョン）桜井みな実名義
- install （2013年09月26日、スパークビジョン）桜井みな実名義
- Very Best ～桜井みな実ファイナル＆ベスト版イメージ～ （2014年1月23日、INTEC Inc）桜井みな実名義
- Last Nude（2014年5月26日、スパークビジョン）葵こはる名義